# Kalapos-csatorna
A Kalapos-csatorna Besenyőtelektől délkeleti irányban, a Hevesi-sík keleti részén ered, Heves vármegyében, a 33-as főúttól kicsivel északabbra.
A Kalapos-csatorna mintegy  déli irányban halad, majd eléri a Csincsa-csatornát Sarud település északnyugati külterületén.

## Part menti települések
A csatorna partjai mentén fekvő településeken összesen több mint 3800 fő él.
- Besenyőtelek
- Sarud